# Élections législatives gabonaises de 2018
Les élections législatives gabonaises de 2018 ont lieu au Gabon les 6 et 27 octobre 2018 afin d'élire les 143 membres de l'Assemblée nationale. La tenue du scrutin a été reportée à plusieurs reprises depuis 2016 à la suite des tensions politiques dans le pays, culminant avec la décision de la Cour constitutionnelle de dissoudre l'Assemblée fin avril 2018. Des élections municipales et départementales ont lieu en même temps que le premier tour.
Bien qu'en léger recul, le Parti démocratique gabonais du président Ali Bongo conserve la majorité des deux tiers au parlement. Les résultats sont en partie éclipsés par l'annonce de l'hospitalisation en Arabie Saoudite du chef d'état Ali Bongo.

## Contexte

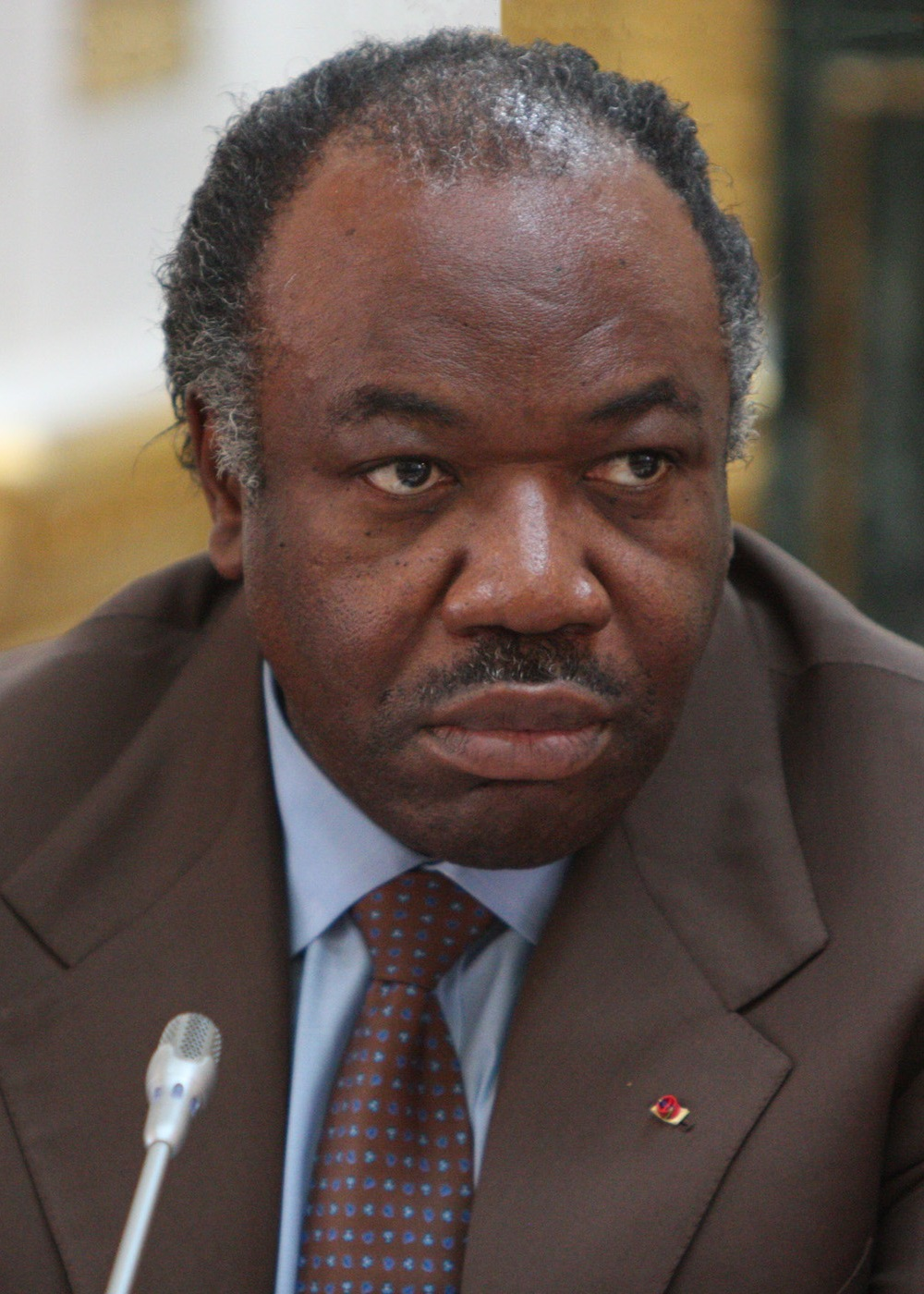
Ali Bongo Ondimba lors de la réunion pour le climat de Londres de 2012.

Le scrutin était normalement prévu pour le 27 décembre 2016 avant d'être reporté au 29 juillet 2017 par manque de fonds, puis à fin avril 2018. Ce dernier report du scrutin était jugé très probable du fait de la situation politique dans le pays.
Les législatives sont en effet prévues peu après la très controversée élection présidentielle gabonaise de 2016 à l'issue de laquelle le candidat unique de l'opposition, Jean Ping refuse de reconnaître les résultats officiels qu'il juge frauduleux. Dans la province du Haut-Ogooué, notamment, Ali Bongo aurait reçu 95,46 % des voix avec une participation de 99,93 %.
Des émeutes post électorales font plusieurs dizaines de morts, et le gouvernement restreint l'accès aux réseaux sociaux. En 2017, le gouvernement et une partie de l'opposition sans Jean Ping procèdent à l'organisation d'un Dialogue national inclusif, dit Dialogue national d'Angondjé au cours duquel l'opposition met sur la table un certain nombre de réformes. Outre le passage du mode d'élection du président au scrutin uninominal majoritaire à deux tours au lieu d'un, il est question d'une refonte des circonscriptions électorales des législatives, ainsi que le passage du nombre de députés de 120 à 150, et une baisse de celui des sénateurs de 102 à 70. La loi interdisant la tenue d'élections une année de changement des circonscriptions, il est alors question d'un report des législatives à 2018, en concomitance avec les élections locales, voire en 2019.
À la suite de la demande d'un report de 18 à 24 mois par le Premier ministre, la cour constitutionnelle gabonaise décide ainsi le 11 juillet 2017 de reporter les législatives à fin avril 2018 au plus tard, considérant que « L’impossibilité de concilier le temps nécessaire [...] pour faire aboutir le processus des réformes électorales arrêtées dans le Protocole d’Accord [...] avec l’observation du délai fixé par la Cour constitutionnelle pour l’organisation des élections [...], est constitutive d’un cas de force majeure autorisant le report de l’organisation desdites élections à une date ultérieure. » Elles sont alors fixées au 28 avril,. Un nouveau report de la date du scrutin est alors à prévoir, le gouvernement n'entreprenant rien pour la tenue du scrutin. Le président du centre gabonais des élections n'est notamment choisit qu'une semaine avant la date limite. Le 28 avril passe alors sans que le gouvernement n'annonce de nouveau report, ni surtout n'en fasse la demande à la Cour constitutionnelle, selon la procédure légale jusque là entreprise. Le Gabon se retrouve alors dans un vide institutionnel, ses députés ayant atteint la fin légale de leur mandat sans que des remplaçants aient été élus. 
Le 30 avril 2018, après l'échec du gouvernement d'Emmanuel Issoze Ngondet d'organiser les élections, la Cour constitutionnelle lui ordonne de démissionner, dissout l'Assemblée nationale et confie le pouvoir législatif au Sénat jusqu'à l'organisation du scrutin. Cette décision provoque la surprise dans le pays, d'autant plus que la Cour était jugée très favorable au gouvernement d'Ali Bongo, de qui la présidente de la cour Marie-Madeleine Mborantsuo est la belle-mère. Le lendemain, le Premier ministre gabonais Emmanuel Issoze Ngondet s'exécute et présente sa démission. Le 3 mai 2018, cependant, il est reconduit dans ses fonctions.
Le Centre gabonais des élections (CGE) est chargé d'organiser les élections, remplaçant ainsi la Commission électorale nationale autonome et permanente (Cenap). Le 6 août, il rend public le calendrier des législatives en fixant le premier tour de scrutin au 6 octobre 2018, en même temps que les municipales. La date limite de dépôt des candidatures est fixée au 20 août, suivie de la campagne officielle pour le premier tour des législatives et municipales du 25 septembre au 5 octobre. La campagne pour le second tour des législatives aura quant à elle lieu du 13 au 26 octobre.

## Système électoral

### Changements récents
Lors du Conseil des ministres du 26 janvier 2018, il est décidé via quatre ordonnances de modifier la loi électorale en accord avec les résolutions prises lors du Dialogue national d'Angondjé,.
Auparavant, les membres de l'Assemblée nationale étaient au nombre de 120, élus au scrutin de liste majoritaire à un tour dans neuf circonscriptions plurinominales composées de neuf à dix-huit sièges et correspondant aux provinces du Gabon.
La nouvelle loi électorale instaure le scrutin uninominal majoritaire à deux tours pour l'élection d'un nombre de députés porté à 143, dans autant de circonscriptions uninominales.
Enfin, le cumul des mandats est de nouveau autorisé, mais sans cumul des rémunérations.

### Critiques
Le découpage électoral est très vite critiqué, le nombre d'électeurs par circonscriptions étant jugé particulièrement déséquilibré. Ainsi, la province de l’Estuaire où se trouve la capitale Libreville comporte 26 sièges pour 261 841 électeurs inscrits tandis que celle du Haut-Ogooué est dotée de 23 sièges pour seulement 71 123 électeurs, près de quatre fois moins. De même, l’Ogooué-Maritime ne se voit accorder que 13 sièges pour 62 133 inscrits, soit presque autant que celles de l’Ogooué-Ivindo et de l’Ogooué-Lolo, pourtant bien moins peuplées. De fait, un député élu dans la commune de Libreville représentera en moyenne 58 662 habitants à l’Assemblée nationale tandis qu'un autre élu dans le département de la Douya Onoye n’en représentera que 536.
Ce déséquilibre est chaque fois à l'avantage des bastions du régime, au détriment des provinces où l'opposition avait réuni le plus de suffrages au cours des différents scrutins précédents, selon l'analyste Mays Mouissi du Gabon Media Time. Ce dernier qualifie le découpage d'« arbitraire » et estime qu'un découpage basé purement sur une répartition égale d'électeurs par député reviendrait à élire 40 à 50 % des députés de la République dans la seule province de la capitale Libreville, « une situation qui mettrait le pouvoir en place en grande difficulté ».
| Province        | Nombre d'habitants | Électeurs inscrits | Nombre de députés | Habitants pour 1 député | Électeurs pour 1 député |
| --------------- | ------------------ | ------------------ | ----------------- | ----------------------- | ----------------------- |
| Estuaire        | 895 689            | 261 841            | 26                | 34 450                  | 10 071                  |
| Ogooué-Maritime | 157 562            | 62 133             | 13                | 12 120                  | 4 779                   |
| Ngounié         | 100 838            | 57 875             | 18                | 5 602                   | 3 215                   |
| Haut-Ogooué     | 250 789            | 71 123             | 23                | 10 904                  | 3 092                   |
| Woleu-Ntem      | 154 986            | 54 662             | 18                | 8 610                   | 3 037                   |
| Moyen-Ogooué    | 69 287             | 28 829             | 10                | 6 929                   | 2 883                   |
| Ogooué-Ivindo   | 63 293             | 29 245             | 12                | 5 274                   | 2 495                   |
| Ogooué-Lolo     | 65 771             | 28 063             | 12                | 5 481                   | 2 339                   |
| Nyanga          | 52 854             | 25 228             | 11                | 4 805                   | 2 293                   |
|                 |                    |                    |                   |                         |                         |
| Gabon           | 1 811 079          | 619 699            | 143               | 12 665                  | 4 334                   |

## Partis sortants
| Parti | Parti                                       | Chef de file | Positionnement              | Résultats de 2011 |
| ----- | ------------------------------------------- | ------------ | --------------------------- | ----------------- |
|       | Parti démocratique gabonais (PDG)           | Ali Bongo    | Centre droit, conservatisme | 114 sièges        |
|       | Rassemblement pour le Gabon (RPG)           |              | Gauche, Majorité            | 3 sièges          |
|       | Parti social-démocrate (PSD)                |              | Opposition                  | 1 siège           |
|       | Union pour la nouvelle république (UPNR)    |              | Opposition                  | 1 siège           |
|       | Cercle des libéraux réformateurs (CLR)      |              | Majorité                    | 1 siège           |
|       | Parti gabonais du centre indépendant (PGCI) |              | Majorité                    | 1 siège           |

## Déroulement
680 194 électeurs inscrits sur les listes électorales sont attendus aux urnes, soit une augmentation de 52 070 par rapport a la présidentielle de 2016, une hausse due à l'engouement des jeunes venant d'avoir la majorité, selon le ministère de l'intérieur. Pour ce faire, 3 283 urnes transparentes ont également été réceptionnées par le Centre Gabonais des Élections (CGE). 
Malgré quelques bureaux de vote ayant ouvert avec plusieurs heures de retard sur l'horaire prévu dans la capitale Libreville, le scrutin se déroule dans le calme, et aucun incident n'est signalé. Une fraction de l'opposition menée par Jean Ping appelle cependant au boycott des élections organisées par un gouvernement « qui a volé sa victoire en 2016 ». Dans le nord, le deuxième tour pour le siège du canton d'Elelem (province du Woleu-Ntem) est reporté au 10 novembre à la suite de problèmes d'organisation. Il est finalement remporté par le candidat du Rassemblement héritage et modernité contre celui du parti présidentiel.

## Résultats
Les résultats définitifs sont attendus pour la mi décembre, avant d'être repoussés à une date indéterminée. 
| Parti politique           | Parti politique                                              | Premier tour | Premier tour | Premier tour | Second tour | Second tour | Second tour | Total Sièges | +/–           |
| Parti politique           | Parti politique                                              | Votes        | %            | Sièges       | Votes       | %           | Sièges      | Total Sièges | +/–           |
| ------------------------- | ------------------------------------------------------------ | ------------ | ------------ | ------------ | ----------- | ----------- | ----------- | ------------ | ------------- |
|                           | Parti démocratique gabonais (PDG)                            |              |              | 73           |             |             | 25          | 98           | 15            |
|                           | Les Démocrates (LD)                                          |              |              | 3            |             |             | 8           | 11           | Nv            |
|                           | Restauration des valeurs républicaines (RV)                  |              |              | 0            |             |             | 6           | 6            | Nv            |
|                           | Sociaux-démocrates du Gabon (SDG)                            |              |              | 0            |             |             | 5           | 5            | Nv            |
|                           | Rassemblement héritage et modernité (RHM)                    |              |              | 1            |             |             | 4           | 5            | Nv            |
|                           | Union nationale (UN)                                         |              |              | 0            |             |             | 2           | 2            | Nv            |
|                           | Parti social-démocrate (PSD)                                 |              |              | 1            |             |             | 1           | 2            | 1             |
|                           | Union pour la nouvelle République (UPNR)                     |              |              | 1            |             |             | 0           | 1            | en stagnation |
|                           | Union pour la démocratie et l'intégration sociale (UDIS)/PDG |              |              | 1            |             |             | 0           | 1            | Nv            |
|                           | Cercle des libéraux réformateurs (CLR)                       |              |              | 0            |             |             | 1           | 1            | en stagnation |
|                           | Démocratie Nouvelle (DN)                                     |              |              | 0            |             |             | 1           | 1            | Nv            |
|                           | Front d’égalité Républicaine (FER)                           |              |              | 0            |             |             | 1           | 1            | Nv            |
|                           | Liste commune RV-PDG                                         |              |              | 1            |             |             | 0           | 1            | -             |
|                           | Autres partis                                                |              |              | 0            |             |             | 0           | 0            | -             |
|                           | Indépendant                                                  |              |              | 2            |             |             | 6           | 8            | 8             |
|                           |                                                              |              |              |              |             |             |             |              |               |
| Votes blancs et invalides |                                                              |              |              |              |             |             |             |              |               |
| Votes valides             |                                                              |              |              |              |             |             |             |              |               |
| Total                     | Total                                                        |              | 100          | 83           |             | 100         | 60          | 143          | 23            |
| Abstention                | Abstention                                                   |              | 41,37        |              |             |             |             |              |               |
| Inscrits / participation  | Inscrits / participation                                     | 680 194      | 58,63        |              |             |             |             |              |               |

## Hospitalisation de Bongo
L'annonce des résultats officiels a lieu dans le contexte de l'hospitalisation surprise d'Ali Bongo en Arabie saoudite, officiellement pour une « fatigue sévère » due à du surmenage, mais que de nombreux journaux de la presse internationale avancent être la conséquence d'un accident vasculaire cérébral,,. Les semaines suivantes voient la propagation dans les médias de débats quant à la nature de la transition politique à mettre en œuvre en cas d'incapacité du chef de l'État. De multiples fausses annonces de son décès se répandent. La confusion est accentuée par la diffusion à la télévision d'État de l’ambassadeur du Gabon en France, Flavien Enongoué, annonçant la mort du Président, une intoxication montée de toutes pièces par le trucage de la voix de l’ambassadeur, dont une prise de parole était alors attendue. L’opposant Jean Ping lance pour sa part un appel à la Nation à reconnaître sa légitimité à la présidence, lors d'une conférence qui est alors perçu comme un souhait de voir le président destitué.
L'état de santé du chef de l'État n’empêche néanmoins pas la quasi-totalité de ses proches collaborateurs et hiérarques du Parti démocratique gabonais de fêter « avec faste » la victoire aux législatives le 3 novembre.

## Invalidation partielle
La cour constitutionnelle, chargée d'examiner une vingtaine de recours déposé après le scrutin, annonce le 19 décembre la validation de huit d'entre eux. Sont concernés les sièges du département de l’Offoue-Onoye (Iboundji), du 1er arrondissement de la commune de Mouila, du 2e siège de la Boumi-Louetsi (Mbigou), du 2e siège de l’Okano (Mitzic), du 3e siège de la Zadié (Mekambo), du 1er siège de la Noya (Cocobeach), du 2e siège du 6e arrondissement de Libreville et du 1er siège de l’Ogoulou (Mimongo). Des élections partielles devraient être organisés dans ces circonscriptions deux à quatre mois après l'annonce des résultats officiels.

## Élections partielles de 2019
Après invalidation du scrutin dans certaines circonscriptions, le Conseil gabonais des élections (CGE) annonce fin juillet 2019, l’organistion d’une élection partielle dans 10 circonscriptions. Celles-ci se tiennent le 10 et le 31 août 2019.
| Parti politique | Parti politique                             | Premier tour | Premier tour | Premier tour | Second tour | Second tour | Second tour | Total |  |
| Parti politique | Parti politique                             | Votes        | %            | Sièges       | Votes       | %           | Sièges      | Total |  |
| --------------- | ------------------------------------------- | ------------ | ------------ | ------------ | ----------- | ----------- | ----------- | ----- |  |
|                 | Parti démocratique gabonais (PDG)           |              |              | 2            |             |             | 1           | 3     |  |
|                 | Les Démocrates (LD)                         |              |              | 1            |             |             | 0           | 1     |  |
|                 | Restauration des valeurs républicaines (RV) |              |              | 1            |             |             | 0           | 1     |  |
|                 | Sociaux-démocrates du Gabon (SDG)           |              |              | 0            |             |             | 2           | 2     |  |
|                 | Rassemblement héritage et modernité (RHM)   |              |              | 1            |             |             | 1           | 2     |  |
|                 | Parti social-démocrate (PSD)                |              |              | 0            |             |             | 1           | 1     |  |
|                 |                                             |              |              |              |             |             |             |       |  |
| Total           | Total                                       |              | 100          | 5            |             | 100         | 5           | 10    |  |

La composition de l'Assemblée nationale à la suite de ces partielles est la suivante : 
| Représentation de la répartion en sièges de l'Assemblée nationale gabonaise |                                                          |        |               |
| Parti Politique                                                             | Parti Politique                                          | Sièges | +/-           |
|                                                                             | Parti démocratique gabonais ( (PDG)                      | 96     | 17            |
|                                                                             | Les Démocrates (LD)                                      | 10     | Nv            |
|                                                                             | Rassemblement patrie et modernité (RPM)                  | 7      | Nv            |
|                                                                             | Restauration des valeurs républicaines (RV)              | 7      | Nv            |
|                                                                             | Sociaux-démocrates du Gabon (SDG)                        | 7      | Nv            |
|                                                                             | Parti social-démocrate (PSD)                             | 3      | 2             |
|                                                                             | Union nationale (UN)                                     | 1      | Nv            |
|                                                                             | Union pour la nouvelle République (UNPR)                 | 1      | en stagnation |
|                                                                             | Union pour la démocratie et l'intégration sociale (UDIS) | 1      | Nv            |
|                                                                             | Centre des libéraux réformateurs (CLR)                   | 1      | en stagnation |
|                                                                             | Démocratie nouvelle (DN)                                 | 1      | Nv            |
|                                                                             | Front d'égalité républicaine (FER)                       | 1      | Nv            |
|                                                                             | Liste Commune RV-PDG                                     | 1      | -             |
|                                                                             | Autres partis                                            | 0      | -             |
|                                                                             | Indépendant                                              | 6      | 6             |
| Total                                                                       | Total                                                    | 143    | 23            |